# Dörfles-Esbach
Dörfles-Esbach – gmina w Niemczech, w kraju związkowym Bawaria, w rejencji Górna Frankonia, w regionie Oberfranken-West, w powiecie Coburg. Leży około 4 km na północny wschód od centrum Coburga, nad rzeką Itz, przy autostradzie A73, drodze B4 i linii kolejowej Sonneberg – Coburg.

## Dzielnice
W skład gminy wchodzą dwie dzielnice: 
- Dörfles
- Esbach

## Polityka
Wójtem jest Udo Döhler. Rada gminy składa się z 16 członków:
|      | CSU | SPD | Wolni Wyborcy | Razem     |
| 2002 | 3   | 5   | 8             | 16 miejsc |

## Zobacz też

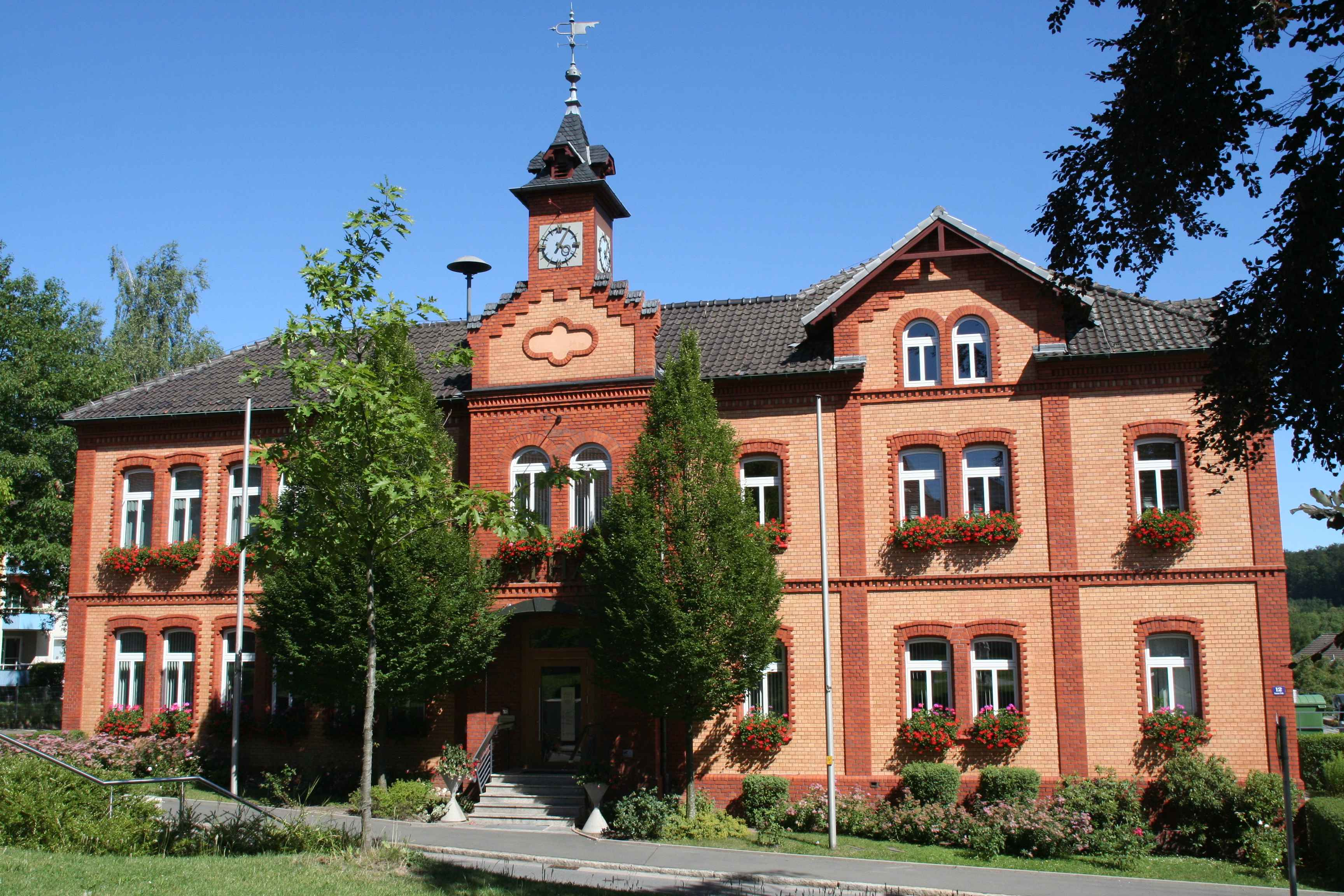
Ratusz